# Burgstelle Altschloss (Zeglingen)
Die Burgstelle Altschloss bezeichnet eine abgegangene mittelalterliche Höhenburg beim Dorf Zeglingen im schweizerischen Kanton Basel-Landschaft. Erhalten sind nur noch zwei Plateaus ohne Mauerspuren sowie ein Graben.

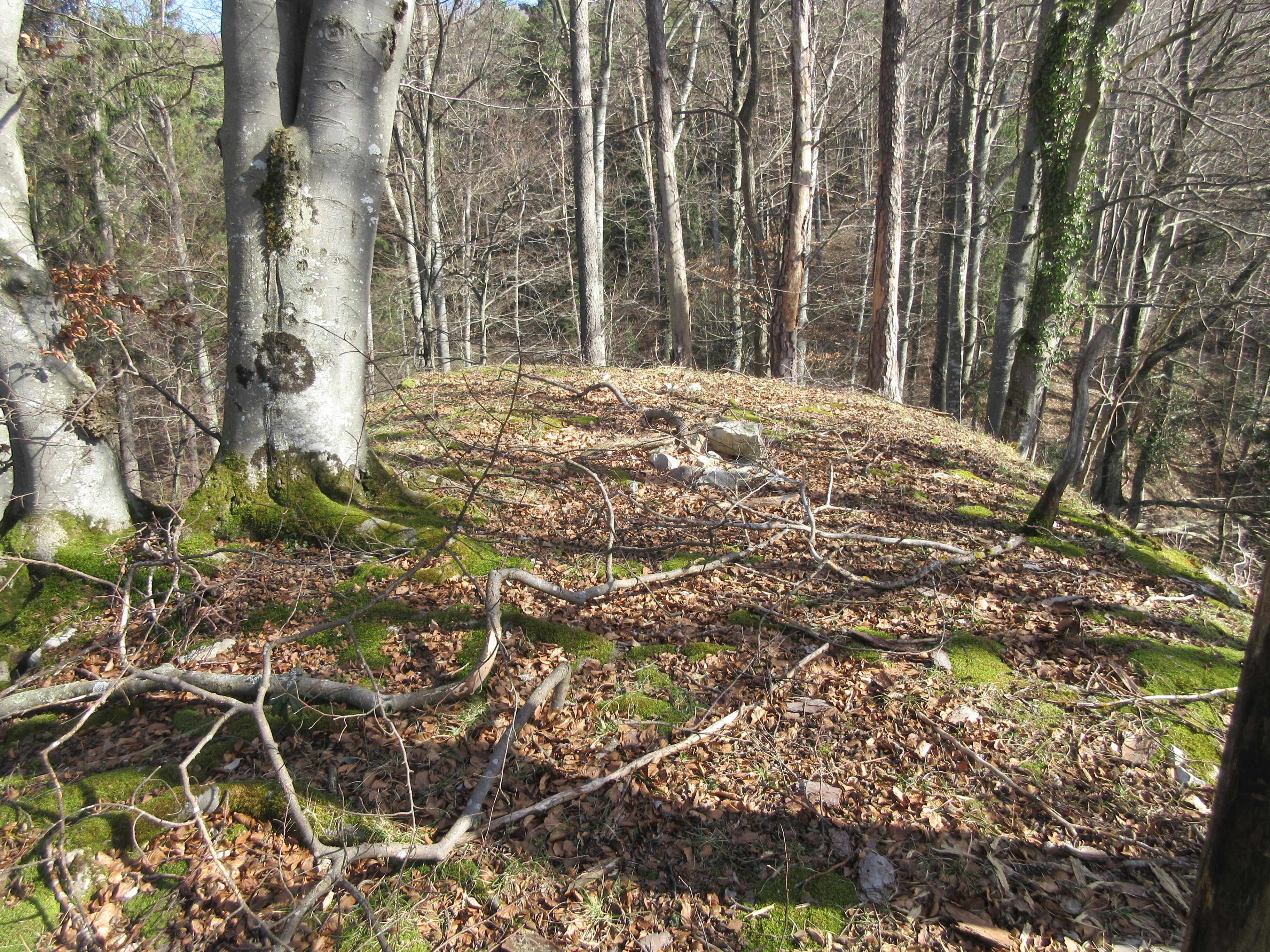
Oberes Plateau

## Lage

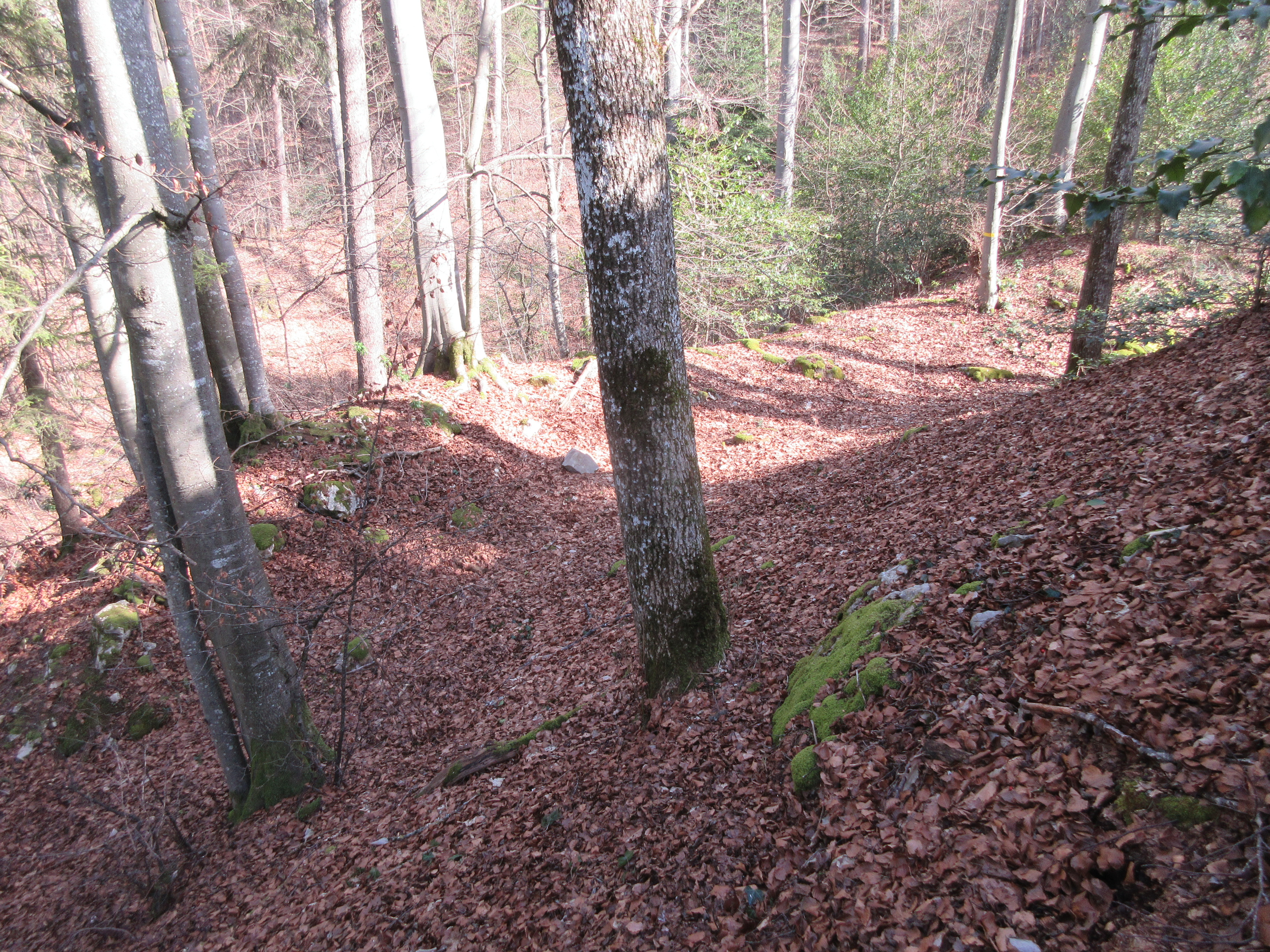
Reste des Burggrabens, von Westen gesehen

Die Burgstelle liegt auf einem steil abfallenden, felsigen Hügel oberhalb vom Hof Erlimatt. Das kalkhaltige Gestein ist stark zerklüftet und weist zahlreiche natürliche Schächte und Spalten auf, welche tief in das Innere des Felsens reichen. Das obere Burgplateau (Kernburg) ist kleiner und beinhaltete vermutlich nur einen Wohntrakt oder einen Turm.

## Geschichte

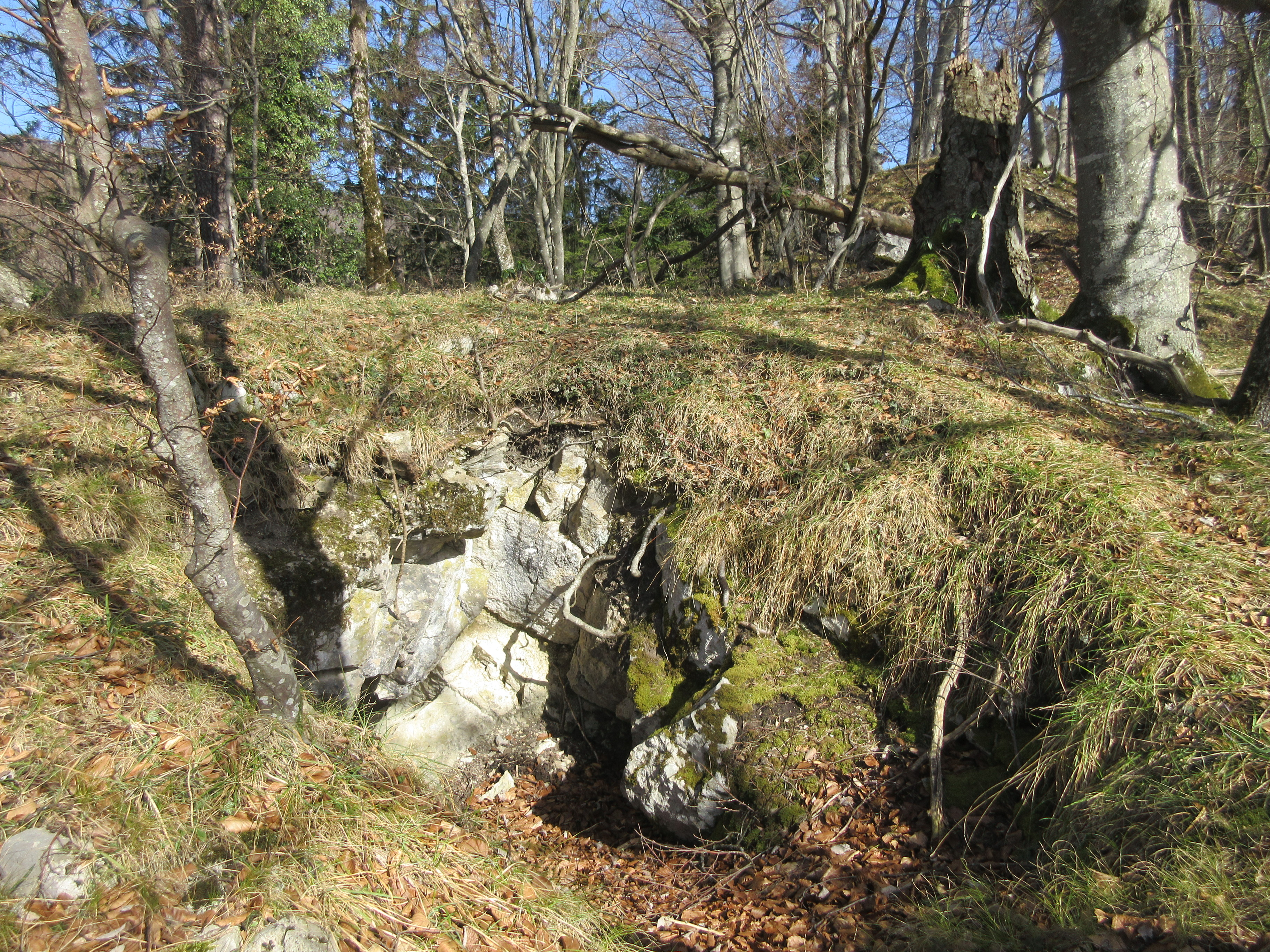
Markanter Felsschacht auf dem unteren Burgplateau. Ein schmaler Spalt reicht tief in den Felsen hinein

Die Burg ist nicht schriftlich erwähnt. Da Mörtelspuren fehlen, vermutet man, dass es sich bei der Burg um eine Holz-Erde-Konstruktion gehandelt hatte, vermutlich eine frühe Anlage der Herren von Kilchberg, welche einen Dinghof in Kilchberg besassen. Das Geschlecht wird 1226 erwähnt, wurde abhängig von den Grafen von Frohburg und starb schon im 13. Jahrhundert aus. Erst 1358 wird das Dorf Zeglingen (Zegningen) erstmals schriftlich erwähnt. 1372 gehört es zum Grafen von Thierstein-Farnsburg, doch vermutlich war das Altschloss zu dieser Zeit bereits eine Ruine. Sondierungen um 1969 brachten keine neue Erkenntnisse.